# Халльстахаммарс
«Халльстахаммарс» (швед. Hallstahammars Sportklubb) — шведский футбольный клуб из города Халльстахаммар, в настоящий момент выступает в Дивизионе 4, шестом по силе дивизионе Швеции. Клуб основан в 1906 году, домашние матчи проводит на стадионе «Троллебо ИП». В высшем дивизионе чемпионата Швеции «Халльстахаммарс», в период с 1931 по 1939 годы провел в общей сложности 2 сезона, в обоих из них он становился двенадцатым в итоговой таблице чемпионата. Кроме футбольной команды в спортивном обществе «Халльстахаммарс» существуют команды по хоккею, гандболу и хоккею с мячом.